# 산정중학교
산정중학교(山亭中學校)는 대한민국 광주광역시 광산구 산정동에 위치한 공립 중학교이다.

## 학교 연혁
- 2009년 11월 16일 : 산정중학교 설립인가
- 2010년 3월 1일 : 개교
- 2010년 3월 1일 : 제1대 손정기 교장 취임
- 2010년 3월 1일 : 빛고을 혁신 학교 지정
- 2022년 3월 1일 : 제4대 김인숙 교장 취임
- 2024년 12월 31일 : 제13회 졸업생 배출(235명, 누계 3,000명)
- 2025년 3월 4일 : 제16회 입학식(9학급 234명)

## 참고 자료
- 산정중학교 - 한국교육학술정보원 학교알리미